# Beisfjord
Beisfjord este o localitate din comuna Narvik, provincia Nordland, Norvegia, cu o suprafață de 0,66 km² și o populație de 630 locuitori (2013).